# Oude Stadhuis (La Haye)
L'Oude Stadhuis (en français : « ancien hôtel de ville ») de La Haye est construit de 1561 à 1565 sur le modèle de l'Hôtel de ville d'Anvers et considéré comme l'un des édifices les plus importants de la Renaissance dans l'ouest des Pays-Bas. Il constitue le monument national numéro 17 518.

## Histoire

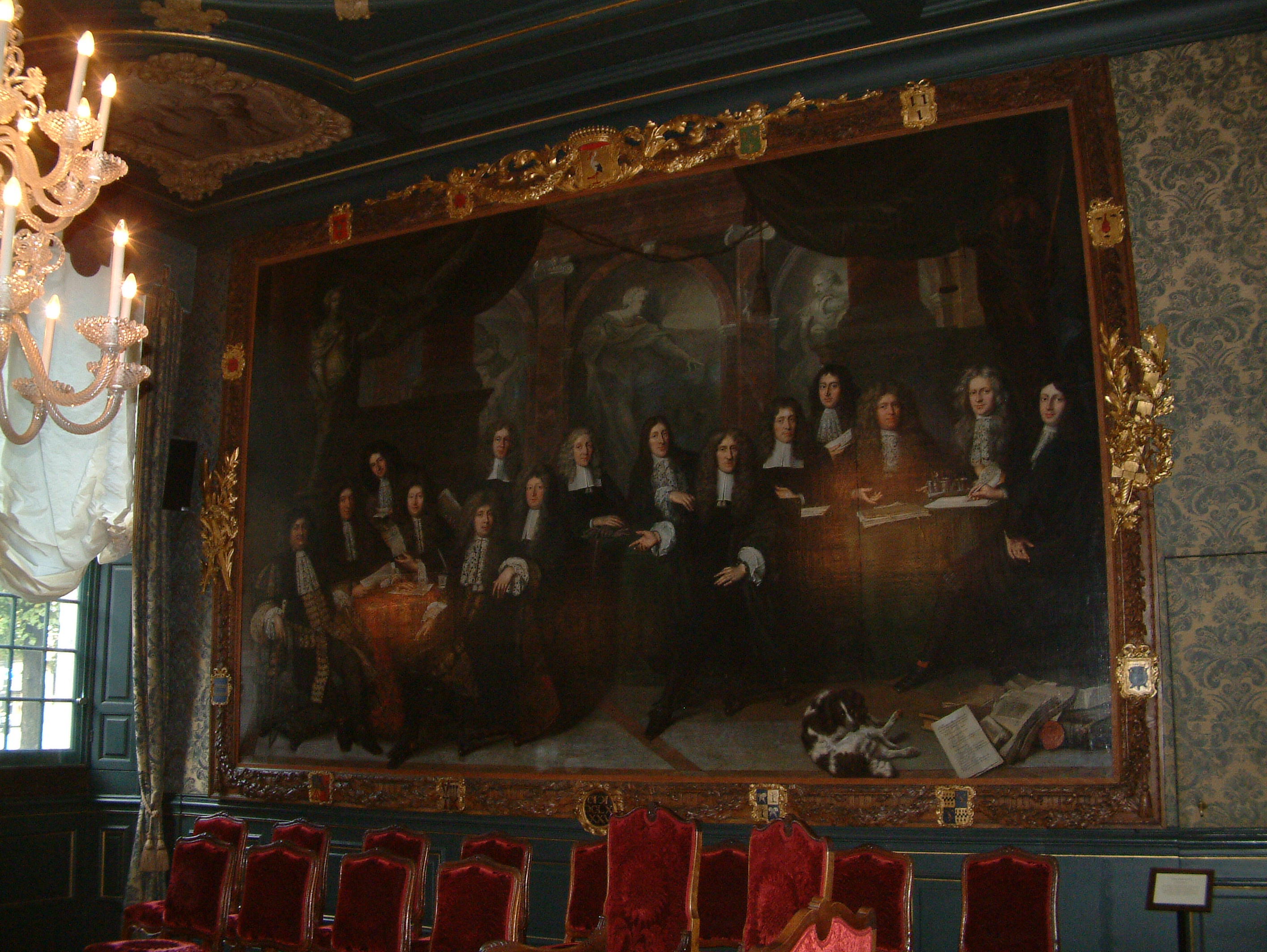
Tableau de Jan de Baen (1682).

Dans les années 1733 à 1739, le bâtiment voit une expansion en style Louis XIV sur les plans des architectes Daniel Marot (1661-1752) et J.B. Xaverij (1697-1742).
En 1883, l'hôtel de ville est à nouveau considérablement agrandi. Plus tard, il est décidé de construire un nouvel hôtel de ville qui pourrait répondre aux besoins de la ville en constante expansion. La construction de l'actuel hôtel de ville commence en 1990 pour une inauguration cinq ans plus tard.
Les salles sont utilisées, entre autres, pour les mariages. En 1937, la princesse Juliana et Bernhard de Lippe-Biesterfeld se marient à l'Oude Stadhuis. En 1967, la princesse Margriet d'Orange-Nassau et Pieter van Vollenhoven se marient à leur tour à l'Oude Stadhuis.

## Galerie

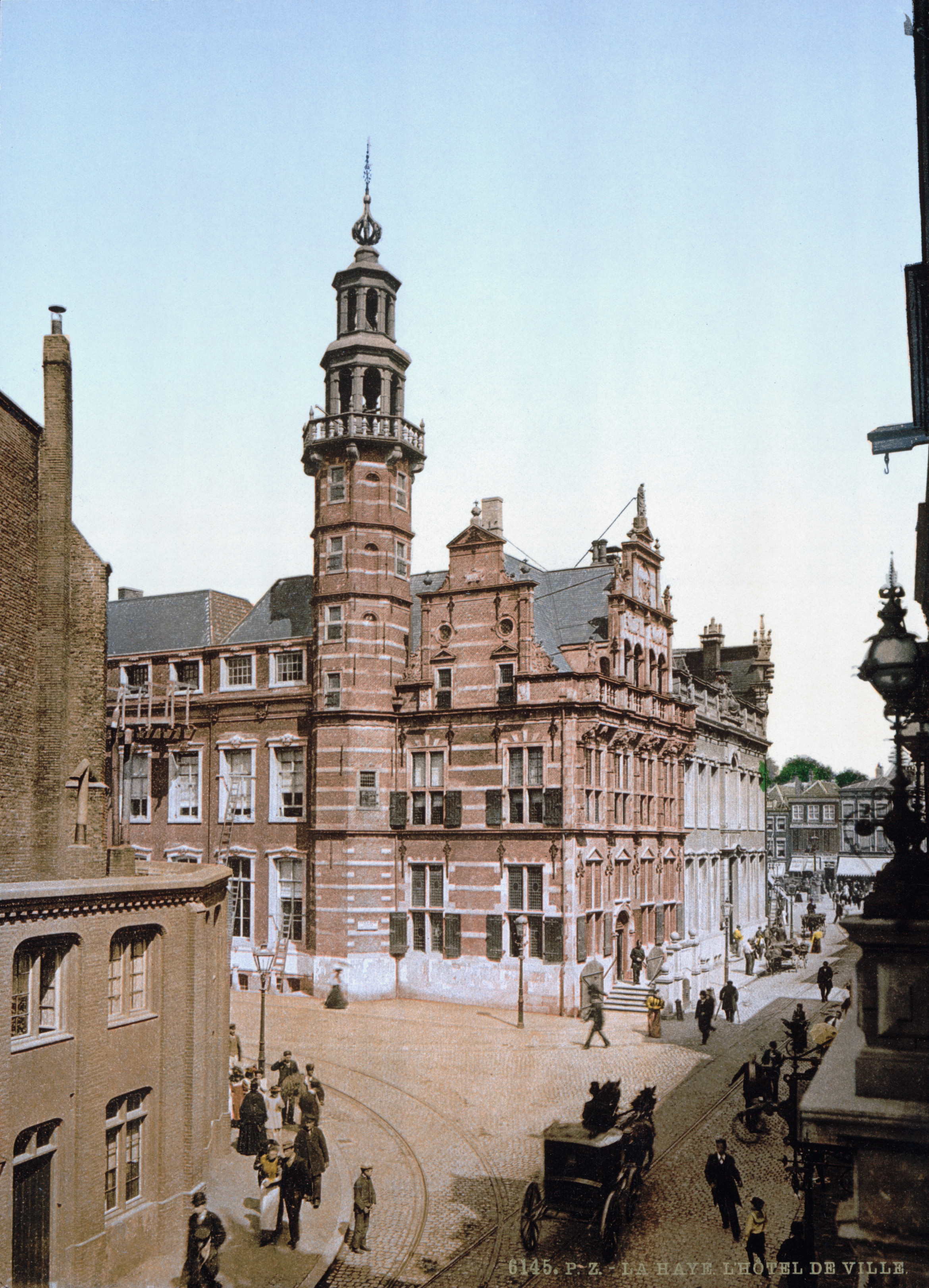
L'Oude Stadhuis vers 1900.
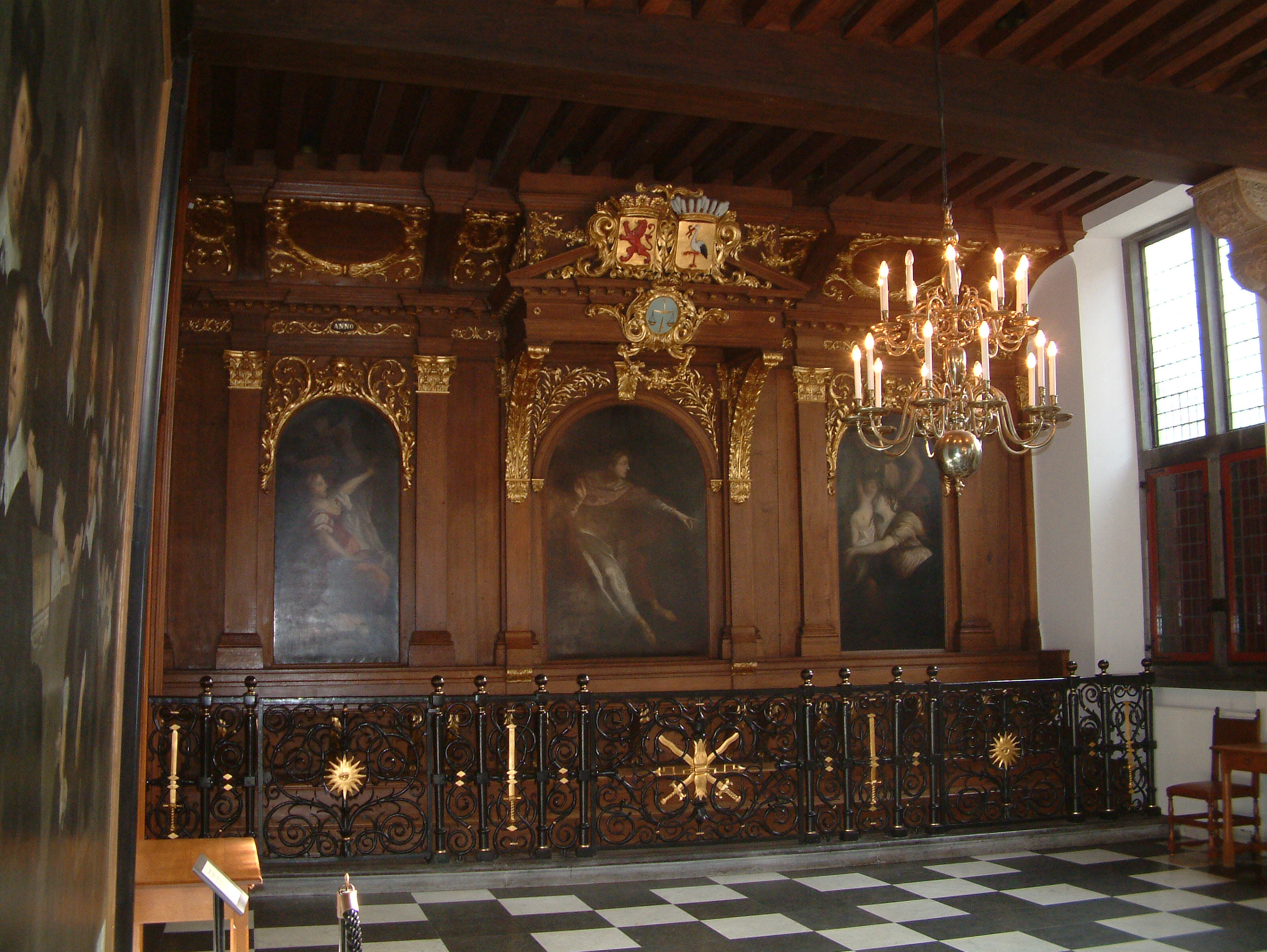
Intérieur.
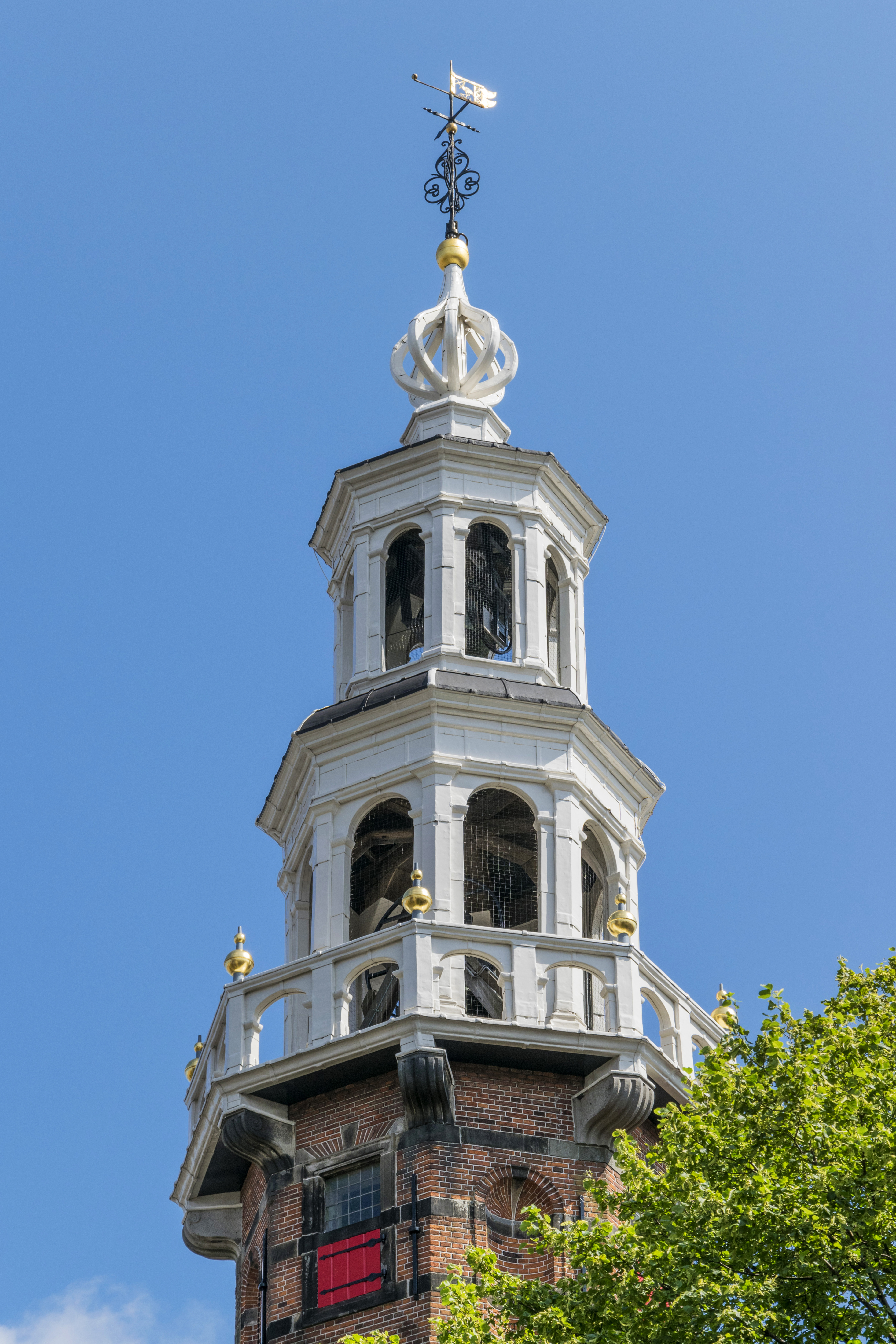
Tour.